# 科尼斯卡 (明尼蘇達州)
科尼斯卡（英語：Koniska）是位於美國明尼蘇達州麥克萊德縣里奇瓦利鎮區的一個非建制地區。

## 歷史
科尼斯卡於1856年成立。科尼斯卡的郵局於1860年設立，其後於1882年停運。

## 地理
科尼斯卡所處的海拔為高於海平面318米（即1043英呎），而該地所採用的時區為UTC-6，即北美中部時區（CST）。同時該地設有夏令時間，為UTC-6調快一小時，即UTC-5（CDT）。